# Аріель (роман)
«Аріель» (рос. Ариэль) — останній науково-фантастичний роман Олександра Бєляєва, виданий в 1941 році
В основу роману покладено образ людини, здатного літати без будь-яких пристосувань. Образ літаючого юнака Аріеля близький до образу Іхтіандра з іншого знаменитого роману Бєляєва, «Людина-амфібія»; як й Іхтіандр, він отримав унікальні фізичні здібності, але при цьому абсолютно не здатний до життя в жорстокому капіталістичному світі, що робить його іграшкою в руках людей, які прагнуть до наживи.

## Сюжет
Головний герой — молодий англієць Аврелій Гальтон, спадкоємець багатого лорда, в ранньому дитинстві залишився сиротою. Його опікуни, містер Боден та містер Хезлон, зацікавлені в тому, щоб їх опікунство тривало якомога довше, прагнуть до того, щоб Аріель після досягнення повноліття був визнаний неосудним. Для реалізації цих планів Аріеля поміщають в індійську релігійну школу «Дандарат», яка знаходиться в Мадрасі.
Мета «Дандарат» — виховання людей з унікальними можливостями, здатних «творити чудеса»: факірів, медіумів, ясновидців. Активну підтримку школі надають всілякі окультні й теософічні організації. Основними методами виховання є розхитування психіки й тотальне підпорядкування волі вихованців за допомогою гіпнозу, в результаті чого більшість вихованців згодом стають або безвільними істотами, або божевільними. І тільки одиниці отримують особливі здібності, зберігши здорову психіку.
У «Дандараті» Аврелій отримує ім'я Аріель (за співзвучністю зі своїм справжнім ім'ям). Йому вдається витримати всі випробування та навчитися приховувати свої справжні думки й почуття від вихователів. Аріель стає наставником вихованця на ім'я Шарад.
У лабораторії, яка знаходиться при школі, англійські вчені Чарльз Гайд та Оскар Фокс працюють над проектом по створенню літаючої людини. Після численних експериментів Гайду вдається відкрити спосіб, який дозволяє будь-якій живій істоті літати, використовуючи броунівський рух (перетворюючи його в спрямований) молекул. Для перевірки необхідно провести експеримент, і Бхарава, директор школи «Дандарат» (насправді англієць на прізвище Пірс), вирішує зробити літаючою людиною Аріеля.
Експеримент проходить вдало. Отримавши здатність літати, Аріель при першій же можливості відлітає з «Дандарата», взявши з собою Шарада. Прагнучи втекти якнайдалі від школи, Аріель з Шарадом на крилі літака, який летить з Мадраса в Калькутту, потрапляє в Бенгалію. Тут вони деякий час живуть в будинку селянина Нізмата та його внучки Лоліти, які спочатку приймають Аріеля за бога через його здатність до польоту.
Незабаром Аріель стає полоненим місцевого раджі: Мохіта, радник раджі, вирішує використовувати літаючу людину для розваги свого повелителя. В обмін на відносну свободу Аріель погоджується на пропозицію ніколи не покидати меж палацу і розважати раджу. Але незабаром Мохіта починає заздрити популярності, якою користується у раджі Аріель, і вирішує позбутися від нього. Мохіта переконує раджу в тому, що Аріель таємно зустрічається з його дружиною Шьяма, і розгніваний раджа наказує кинути Аріеля в колодязь в мішку з каменями. Доклавши величезних зусиль Аріелю вдається вибратися з колодязя, але це забирає в нього стільки сил, що він втрачає свідомість від напруги.
Тим часом Джейн, старша сестра Аріеля, стає повнолітньою та приступає до пошуків брата. Дізнавшись у Бодена й Гезлона, що Аріель знаходиться в Індії, Джейн відправляється туди. У школі «Дандарат» Пірс повідомляє їй про втечу та відправляється разом з нею на подальші пошуки. Випадково їм вдається знайти непритомного Аріеля. Прокинувшись, Аріель бачить Пірса і вирішує, що той збирається відправити його назад в школу. З жахом Аріель відлітає, а Джейн дізнається, що її брат став літаючою людиною.
Намагаючись знайти впливового покровителя, Аріель відправляється до англіканского священика, пастора Кінгслі, видаючи себе за індуса, який вирішив перейти в християнство. Під час проповіді Аріель піднімається в повітря, стверджуючи, що це сталося завдяки його вірі. Випадок привертає велику увагу, і люди, переконані в тому, що християнський бог дійсно може творити чудеса, починають переходити в християнство.
Проте незабаром Аріель знаходить більш вигідних союзників — американських циркових магнатів Четфілда і Григга. Вони переконують його переїхати в США, де унікальні здібності дозволяють Аріелю стати чемпіоном по декільком видам спорту відразу (таким, як плавання та біг). Перемоги Аріеля приносять Четфілду величезну вигоду, Аріель же, нарешті, відчуває себе в безпеці від «Дандарата». Джейн вдається розшукати брата й переконати його повернутися в Англію. Але життя в Англії нестерпне для Аріеля — він не витримує снобізму англійських аристократів, які вважають індійських селян людьми другого сорту.
Наприкінці книги Аріель повертається в Індію до своїх друзів — Нізмата, Шаради та Лоліти.